# フロリアン・ノイハウス
フロリアン・クリスティアン・ノイハウス（Florian Christian Neuhaus，1997年3月16日 - ）は、ドイツ・バイエルン州ランツベルク・アム・レヒ出身のサッカー選手。ドイツ代表。ボルシア・メンヒェングラートバッハ所属。ポジションはミッドフィールダー。

## 経歴

### クラブ

#### 初期の経歴
ミュンヘンから40マイルほど離れた場所で生まれたノイハウスは、地元のクラブ1860ミュンヘンでユースキャリアをスタートさせた。 2016年のドイツユースリーグの準決勝、ノイハウスは89分にセンターライン付近からシュートを決め、ボルシア・ドルトムントに2対1で勝利した。このゴールはドイツの放送局Sportschauにより今月のゴールに選ばれた。

#### ボルシア・メンヒェングラートバッハ
1860ミュンヘンでのプロデビューし2. ブンデスリーガで印象的な活躍を見せた後、2017年6月30日、ボルシアメンヒェングラートバッハと長期契約を結び移籍することが発表された。2017–18シーズンはそのままフォルトゥナ・デュッセルドルフにレンタル移籍し、同クラブでは2部リーグ27試合に出場し6ゴール3アシスト記録、チームのリーグタイトルを獲得と1部昇格に貢献した。
2019年11月19日、メンヒェングラートバッハは、ノイハウスと2024年まで契約延長したことを発表した。この時点で、ノイハウスは50試合に出場し5ゴールと10アシストを記録していた。さらに、2018-19シーズンのブンデスリーガは2試合を除き全て出場、2019-20シーズンは4試合を除き全て出場し、マルコ・ローゼ監督の元で重要な役割を果たしている。

##### 2020–21シーズン
2020年9月12日、DFBポカール1回戦でオーバーノイラントを8–0で破ったが、この試合でノイハウスは2ゴールを決めている。

### 代表
年代別のドイツ代表に召集されている。
フル代表には、2020年9月にUEFAネーションズリーグのスペイン戦とスイス戦のために初召集された。2020年10月7日のトルコとの親善試合で代表デビューし、その試合でゴールも決め 、2021年、ユーロ2020に臨むメンバーに選出された。

## 個人成績

### クラブ
2021年5月31日現在
| クラブ           | シーズン | リーグ         | リーグ戦 | リーグ戦 | カップ戦 | カップ戦 | 国際大会 | 国際大会 | その他 | その他 | 合計 | 合計 |
| クラブ           | シーズン | リーグ         | 出場     | 得点     | 出場     | 得点     | 出場     | 得点     | 出場   | 得点   | 出場 | 得点 |
| ---------------- | -------- | -------------- | -------- | -------- | -------- | -------- | -------- | -------- | ------ | ------ | ---- | ---- |
| 1860ミュンヘン   | 2016–17  | 2. ブンデス    | 12       | 0        | 1        | 0        | -        | -        | 2      | 1      | 13   | 0    |
| 1860ミュンヘン   | 通算     | 通算           | 12       | 0        | 1        | 0        | -        | -        | 2      | 1      | 13   | 0    |
| デュッセルドルフ | 2017–18  | 2.ブンデス     | 27       | 6        | 2        | 0        | -        | -        | 0      | 0      | 29   | 6    |
| デュッセルドルフ | 通算     | 通算           | 27       | 6        | 2        | 0        | -        | -        | 0      | 0      | 29   | 6    |
| ボルシアMG       | 2018–19  | ブンデスリーガ | 32       | 3        | 2        | 1        | -        | -        | 0      | 0      | 34   | 4    |
| ボルシアMG       | 2019–20  | ブンデスリーガ | 30       | 4        | 2        | 0        | 5        | 0        | 0      | 0      | 37   | 4    |
| ボルシアMG       | 2020–21  | ブンデスリーガ | 33       | 6        | 4        | 2        | 8        | 0        | 0      | 0      | 45   | 8    |
| ボルシアMG       | 通算     | 通算           | 95       | 13       | 8        | 3        | 13       | 0        | 0      | 0      | 116  | 16   |
| 総通算           | 総通算   | 総通算         | 134      | 19       | 11       | 3        | 13       | 0        | 2      | 1      | 160  | 23   |

### 代表
2021年7月1日現在

#### 成績
| ドイツ代表 | 国際Aマッチ | 国際Aマッチ |
| 年         | 出場        | 得点        |
| ---------- | ----------- | ----------- |
| 2020       | 3           | 1           |
| 2021       | 3           | 1           |
| 通算       | 6           | 2           |

#### 得点
| No. | 日付          | 会場                                         | 対戦相手   | スコア | 結果 | 大会     |
| --- | ------------- | -------------------------------------------- | ---------- | ------ | ---- | -------- |
| 1   | 2020年10月7日 | ケルン、ラインエネルギーシュタディオン       | トルコ     | 2–1    | 3–3  | 親善試合 |
| 2   | 2021年6月3日  | インスブルック、ティヴォリ・シュターディオン | デンマーク | 1–0    | 1–1  | 親善試合 |

## タイトル
フォルトゥナ・デュッセルドルフ 
- 2. ブンデスリーガ: 2017–18